# Monte Aso

El monte Aso (阿蘇山 Aso-san?), también conocido como la Caldera de Aso, es un supervolcán localizado en la Prefectura de Kumamoto y la prefectura está ubicada en la parte central de la isla Kyushu en Japón. 

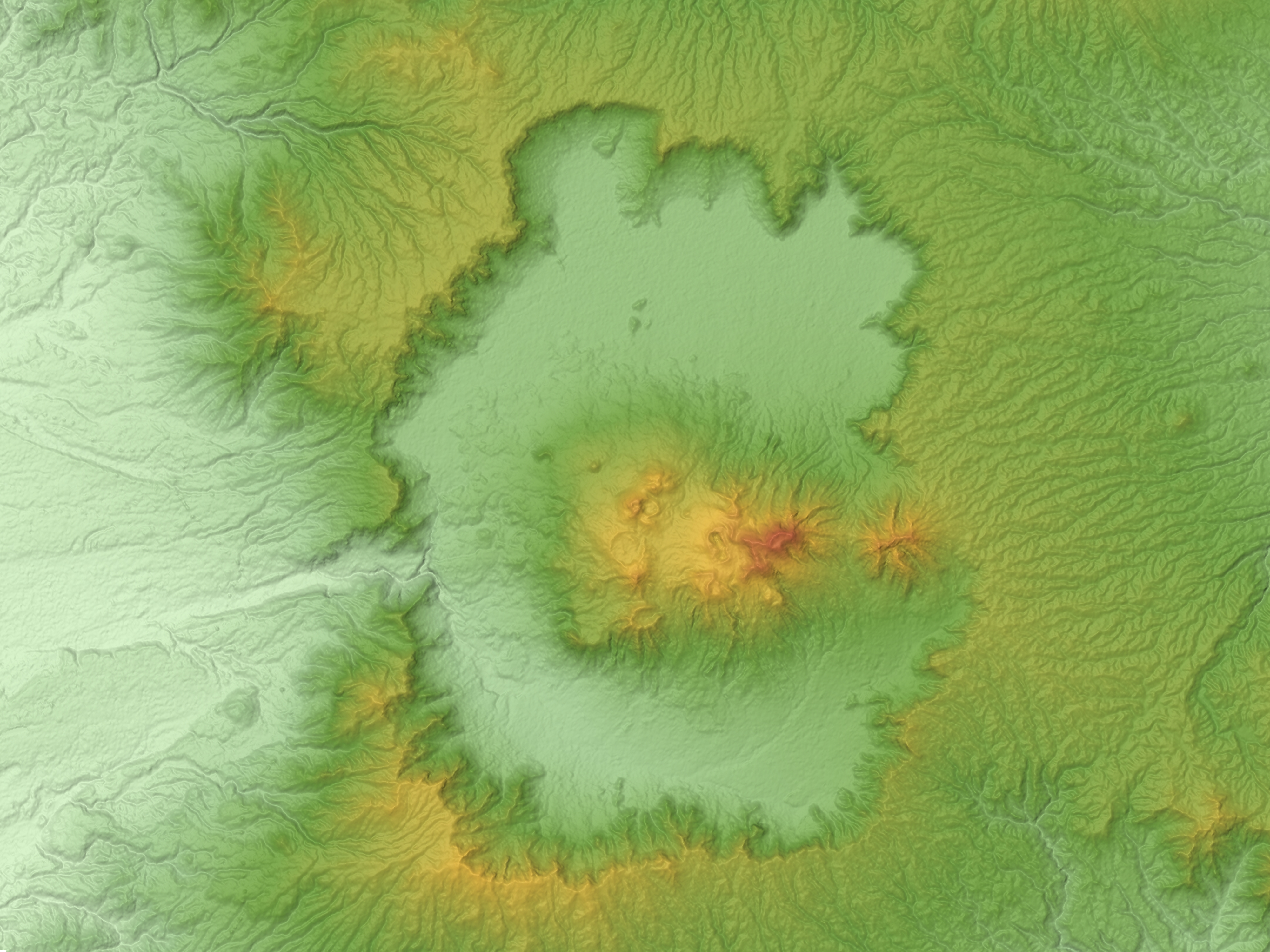
Caldera de Aso de la Prefectura de Kumamoto.

|  |

Watchizu Google Map
Localización del monte Aso.

## Características

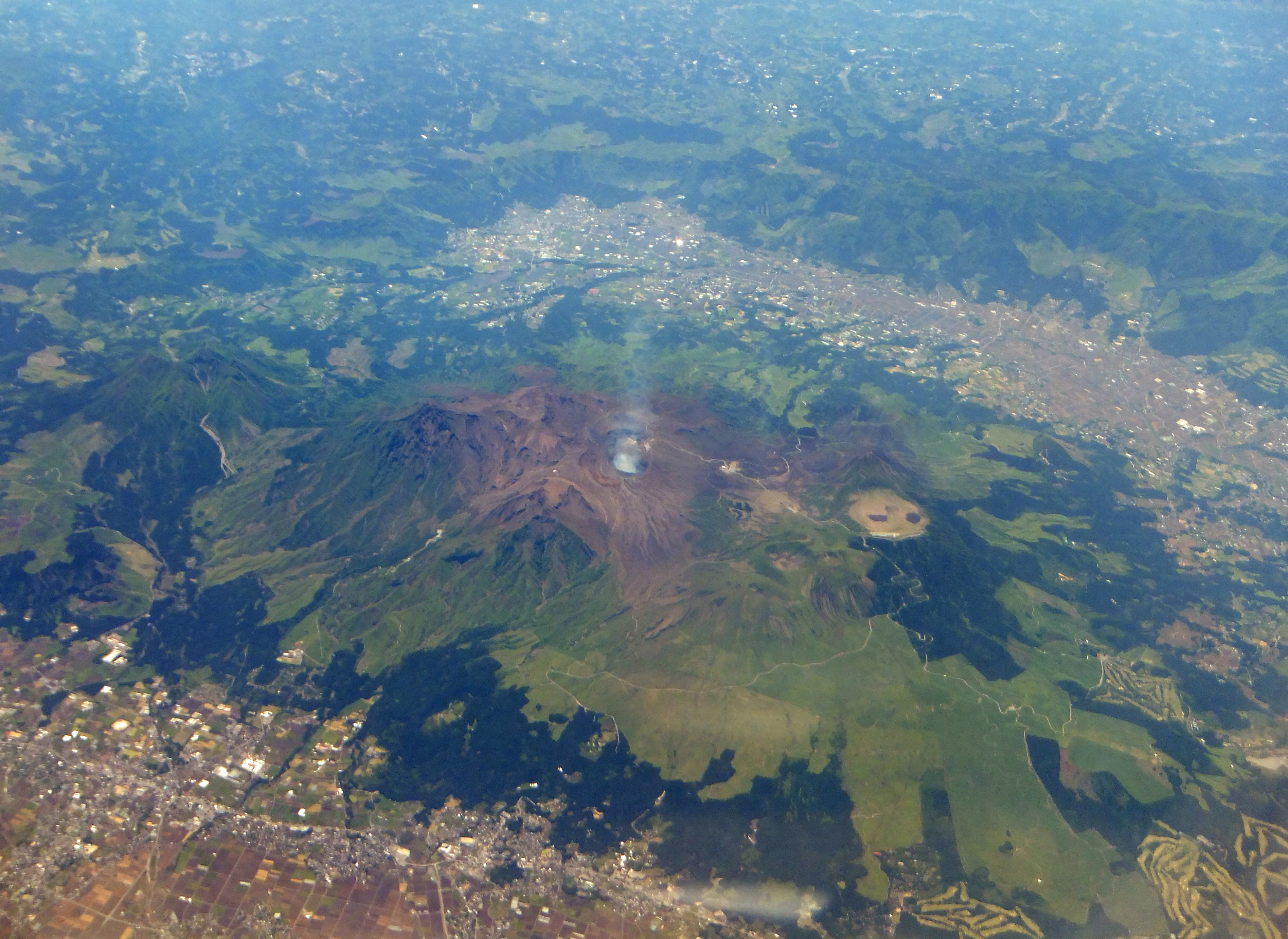
Vista aérea de la zona de la Caldera de Aso.

Su caldera indica la posición del cráter original, alojando un volcán activo (monte Naka), que corresponde a uno de los más grandes cráteres activos del mundo y además poseyendo aguas termales en su territorio.  El más elevado de sus cinco picos se encumbra por 1,592 m de altura, y corresponde al monte Taka. El nombre de sus cinco principales picos, son los llamados montes Eboshi, Kishima, Naka, Neko y Taka. La Caldera de Aso, mide 114 km de circunferencia. El súper volcán constituye el centro del parque nacional Aso Kujū. 

La depresión está poblada, asentándose en ella, la ciudad de Aso y las poblaciones Takamori Machi y Minami Aso Mura, y sus pastizales se utilizan para la cría pecuaria, con la subsecuente cría de bovinos y su producción de leche y cría de caballos, principalmente. 

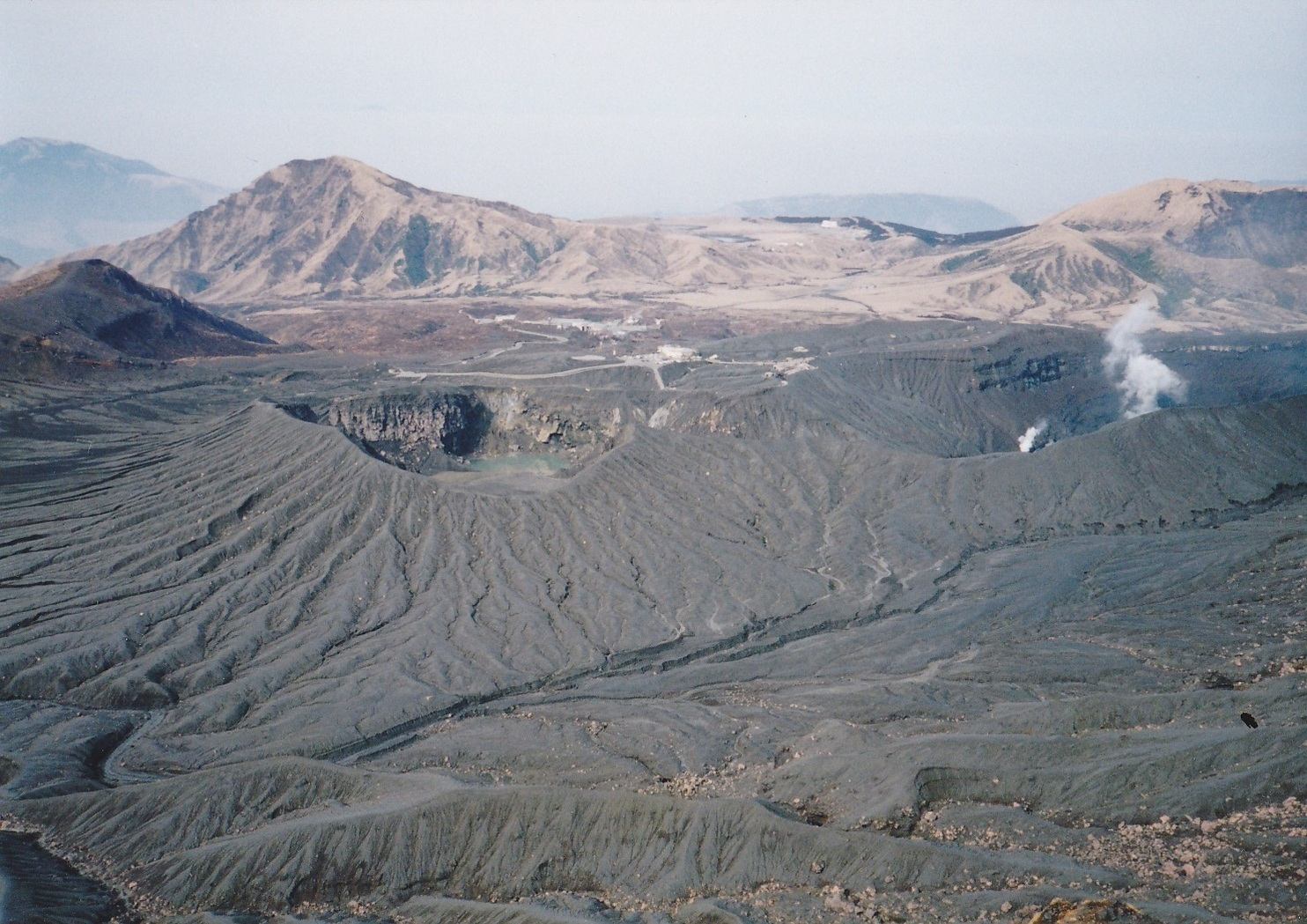
Monte Naka de la Caldera de Aso.

## Clima
| Parámetros climáticos promedio de Monte Aso (1991–2017) | Parámetros climáticos promedio de Monte Aso (1991–2017) | Parámetros climáticos promedio de Monte Aso (1991–2017) | Parámetros climáticos promedio de Monte Aso (1991–2017) | Parámetros climáticos promedio de Monte Aso (1991–2017) | Parámetros climáticos promedio de Monte Aso (1991–2017) | Parámetros climáticos promedio de Monte Aso (1991–2017) | Parámetros climáticos promedio de Monte Aso (1991–2017) | Parámetros climáticos promedio de Monte Aso (1991–2017) | Parámetros climáticos promedio de Monte Aso (1991–2017) | Parámetros climáticos promedio de Monte Aso (1991–2017) | Parámetros climáticos promedio de Monte Aso (1991–2017) | Parámetros climáticos promedio de Monte Aso (1991–2017) | Parámetros climáticos promedio de Monte Aso (1991–2017) |
| Mes                                                     | Ene.                                                    | Feb.                                                    | Mar.                                                    | Abr.                                                    | May.                                                    | Jun.                                                    | Jul.                                                    | Ago.                                                    | Sep.                                                    | Oct.                                                    | Nov.                                                    | Dic.                                                    | Anual                                                   |
| ------------------------------------------------------- | ------------------------------------------------------- | ------------------------------------------------------- | ------------------------------------------------------- | ------------------------------------------------------- | ------------------------------------------------------- | ------------------------------------------------------- | ------------------------------------------------------- | ------------------------------------------------------- | ------------------------------------------------------- | ------------------------------------------------------- | ------------------------------------------------------- | ------------------------------------------------------- | ------------------------------------------------------- |
| Temp. máx. abs. (°C)                                    | 14.0                                                    | 16.6                                                    | 19.3                                                    | 23.8                                                    | 27.2                                                    | 27.2                                                    | 29.6                                                    | 29.8                                                    | 28.0                                                    | 25.1                                                    | 20.7                                                    | 15.8                                                    | 29.8                                                    |
| Temp. máx. media (°C)                                   | 1.9                                                     | 4.0                                                     | 8.0                                                     | 13.4                                                    | 17.9                                                    | 20.0                                                    | 23.4                                                    | 24.3                                                    | 21.5                                                    | 16.5                                                    | 10.7                                                    | 4.6                                                     | 13.9                                                    |
| Temp. media (°C)                                        | −1.4                                                    | 0.1                                                     | 3.6                                                     | 8.9                                                     | 13.5                                                    | 16.7                                                    | 20.1                                                    | 20.6                                                    | 17.7                                                    | 12.4                                                    | 6.9                                                     | 1.0                                                     | 10                                                      |
| Temp. mín. media (°C)                                   | −4.5                                                    | −3.6                                                    | −0.3                                                    | 5.0                                                     | 9.8                                                     | 14.0                                                    | 17.8                                                    | 18.2                                                    | 14.9                                                    | 9.0                                                     | 3.4                                                     | −2.2                                                    | 6.8                                                     |
| Temp. mín. abs. (°C)                                    | −15.4                                                   | −15.9                                                   | −13.1                                                   | −7.6                                                    | −1.0                                                    | 5.5                                                     | 9.8                                                     | 10.5                                                    | 4.5                                                     | −4.0                                                    | −7.7                                                    | −13.0                                                   | −15.9                                                   |
| Precipitación total (mm)                                | 93.5                                                    | 132.6                                                   | 215.7                                                   | 230.3                                                   | 272.6                                                   | 712.8                                                   | 634.1                                                   | 348.4                                                   | 287.4                                                   | 133.5                                                   | 122.4                                                   | 86.9                                                    | 3270.2                                                  |
| Nevadas (cm)                                            | 26                                                      | 21                                                      | 9                                                       | 1                                                       | 0                                                       | 0                                                       | 0                                                       | 0                                                       | 0                                                       | 0                                                       | 1                                                       | 14                                                      | 72                                                      |
| Días de lluvias (≥ 1 mm)                                | 8.9                                                     | 9.4                                                     | 12.4                                                    | 11.5                                                    | 11.7                                                    | 16.7                                                    | 16.5                                                    | 14.6                                                    | 12.0                                                    | 8.8                                                     | 8.7                                                     | 8.3                                                     | 139.5                                                   |
| Días de nevadas (≥ 1 mm)                                | 6.1                                                     | 5.0                                                     | 1.9                                                     | 0.2                                                     | 0                                                       | 0                                                       | 0                                                       | 0                                                       | 0                                                       | 0                                                       | 0.3                                                     | 4.1                                                     | 17.6                                                    |
| Horas de sol                                            | 92.1                                                    | 111.8                                                   | 139.8                                                   | 157.7                                                   | 168.0                                                   | 100.1                                                   | 114.5                                                   | 131.9                                                   | 127.2                                                   | 148.2                                                   | 120.4                                                   | 107.9                                                   | 1519.6                                                  |
| Humedad relativa (%)                                    | 84                                                      | 79                                                      | 76                                                      | 73                                                      | 74                                                      | 86                                                      | 90                                                      | 88                                                      | 85                                                      | 80                                                      | 80                                                      | 82                                                      | 81.4                                                    |
| Fuente n.º 1: Agencia Meteorológica de Japón            |                                                         |                                                         |                                                         |                                                         |                                                         |                                                         |                                                         |                                                         |                                                         |                                                         |                                                         |                                                         |                                                         |
| Fuente n.º 2: Agencia Meteorológica de Japón            |                                                         |                                                         |                                                         |                                                         |                                                         |                                                         |                                                         |                                                         |                                                         |                                                         |                                                         |                                                         |                                                         |